# Dmitri Bruns
Dmitri Bruns (* 11. Januar 1929 in Riga; † 21. März 2020) war ein estnischer Architekt und Architektur-Theoretiker.

## Leben
Dmitri Bruns schloss 1953 sein Studium am Institut für Bauingenieurwesen in Leningrad ab. Von 1960 bis 1979 war er verantwortlicher Sekretär der Architektenvereinigung der Estnischen Sozialistischen Sowjetrepublik. 1968 promovierte er im Fach Architektur.
Von 1960 bis 1980 war Dmitri Bruns Chefarchitekt der estnischen Hauptstadt Tallinn und von 1980 bis 1991 Leiter des staatlichen Baukomitees der Estnischen SSR. Er ist einer der Verfasser des 1971 fertiggestellten Städtebauplans von Tallinn. 1973 wurde ihm für seine Leistungen der Titel eines „Verdienten Architekten der Estnischen SSR“ verliehen.
Darüber hinaus legte Bruns zahlreiche wissenschaftliche und historische Arbeiten zur Tallinner Baugeschichte und Stadtplanung vor.

## Werke (Auswahl)
- Tallinn täna ja homme. Tallinn 1962.
- zus. mit Rasmus Kangropool: Tallinn sajandeis. Ehituskunstiline ülevaade. Tallinn 1972.
- Homne Tallinn. Tallinn 1973.
- Tallinn valmistub olümpiaks. Tallinn 1979.
- Tallinn. Denkmäler der Baukunst. Leningrad 1980.
- Tallinn. Linnaehituslik kujunemine. Valgus, Tallinn 1993, ISBN 5-440-01328-8.
- Tallinn. Linnaehitus Eesti Vabariigi aastail 1918-1940. Tallinn 1998.
- Таллинн: история градостроения, рассказанная главным архитектором. Tallinn 2006.